# Argyll and Bute
Argyll and Bute (skotsk: Argyll an Buit; skotsk gælisk: Earra-Ghàidheal agus Bòd, Skabelon:IPA-gd) er en af de 32 kommuner eller enhedslig myndigheder council areas i Skotland og et statholderskab. Den nuværende lord-lieutenant for Argyll and Bute er Jane Margaret MacLeod (14. juli 2020). Administrationscentret er Lochgilphead ved Kilmory Castle, der er en nygotisk ejendom fra 1800-tallet. Den nuværende council leader er Robin Currie, der er councillor for Kintyre and the Islands.

## Byer og landsbyer
- Achahoish; Airdeny; Appin; Ardbeg (Islay); Ardbeg (Bute); Arden; Ardfern; Aldochlay; Ardlui; Ardmay; Ardgartan; Ardpeaton; Ardrishaig; Arduaine; Arrochar; Ardentinny; Ardnadam
- Barcaldine; Bellochantuy; Benderloch; Blairglas; Blairmore; Bonawe; Bowmore; Bridge of Orchy
- Cairndow; Cardross; Carradale; Clachan; Cairnbaan; Campbeltown; Clachan of Glendaruel; Cladich; Clynder; Colgrain; Colintraive; Connel; Coulport; Cove; Craigendoran; Craighouse; Craignure; Craobh Haven; Crarae; Crinan; Clachaig; Carrick Castle;
- Dunoon; Dalavich; Dalmally; Druimdrishaig; Drumlemble; Duchlage; Dunbeg;
- Edentaggart;
- Faslane Port; Ford; Furnace;
- Glenbranter; Garelochhead; Geilston; Glenbarr; Glencoe; Glenmallan; Grogport;
- Helensburgh; Hunters Quay;
- Innellan; Inveraray; Inverbeg; Inveruglas Isle;
- Kames; Keillmore; Kilberry; Kilchattan Bay; Kilchenzie; Kilcreggan; Kilmadan; Kilmartin; Kilmore; Kilmun; Kilninver; Kilmelford; Kilfinan; Kirn;
- Lagavulin; Lochawe; Lochgair; Lochgilphead; Lochgoilhead; Luss;
- Machrihanish; Millhouse; Minard; Muasdale;
- Oban; Ormsary; Otter Ferry;
- Peninver; Portavadie; Port Askaig; Port Bannatyne; Port Charlotte; Port Ellen; Portincaple; Portnahaven; Portkil;
- Rahane; Rhu; Rosneath; Rothesay;
- Saddell; Salen; Sandbank; Shandon; Skipness; Southend; Stewarton; Strachur; Succoth; Strone; St Catherines;
- Tarbert (Kintyre); Tarbet (Dunbartonshire); Tayinloan; Taynuilt; Tayvallich; Tighnabruaich; Tobermory; Torinturk; Toward;
- Whistlefield; Whitehouse;

## Seværdigheder
- Ardbeg distillery
- Argyll Forest Park
- Arrochar Alps
- Avinagillan standing stone
- Beinn Dorain
- Ben Cruachan
- Cruachan Power Station
- Ballochroy (bautasten)
- Ben Donich
- Benmore Botanic Garden
- Carrick Castle
- Castle Stalker
- Castle Sween
- Crinan Canal
- Dun Skeig – jernalderforter nær Clachan
- Fincharn Castle
- Fingal's Cave
- Gare Loch og Faslane Naval Base
- Gulf of Corryvreckan
- Iona Abbey
- Kilchurn Castle
- Kilmartin Glen
- Loch Goil Mountains
- Loch Goil
- Loch Lomond and Cowal Way
- Loch Lomond and the Trossachs National Park
- Loch Melfort
- Mull of Kintyre
- Old Castle Lachlan
- Puck's Glen
- River Orchy
- Saddell Abbey
- Saddell Castle
- Skipness Castle
- Tarbert Castle
- West Highland Way

## Øer
- Bute
- Cara Island
- Coll
- Colonsay
- Island Davaar
- Fladda, Slate Islands
- Fladda, Treshnish Isles
- Gigha
- Glunimore Island
- Gometra
- Gunna
- Inchconnachan
- Inchmarnock
- Inchtavannach
- Iona
- Islay
- Jura
- Kerrera
- Lismore
- Luing
- Lunga, Treshnish Isles
- Lunga, Firth of Lorn
- Mull
- Sanda Island
- Scarba
- Seil (bliver ikke altid opfattet som en ø)
- Sheep Island
- Shuna, Firth of Lorn
- Shuna Island, nærAppin
- Staffa
- Texa
- Tiree
- Ulva